# Pollviken
Pollviken är en sjö i Luleå kommun i Norrbotten och ingår i Vitån-Råneälvens kustområde. Sjön har en area på 0,172 kvadratkilometer och ligger 0 meter över havet. Pollviken ligger i Rånefjärden Natura 2000-område.

## Delavrinningsområde
Pollviken ingår i det delavrinningsområde (732300-179900) som SMHI kallar för Rinner mot Rånefjärden. Medelhöjden är 23 meter över havet och ytan är 17,87 kvadratkilometer. Det finns inga avrinningsområden uppströms utan avrinningsområdet är högsta punkten. Avrinningsområdets utflöde mynnar i havet, utan att ha någon enskild mynningsplats. Avrinningsområdet består mestadels av skog (82 procent). Avrinningsområdet har 1,2 kvadratkilometer vattenytor vilket ger det en sjöprocent på 6,7 procent.